# Fallout (zespół muzyczny)
Fallout założony został w późnych latach 70. w Brooklynie (Nowy Jork). Zespół składał się z 4 członków – basisty i głównego wokalisty Petera Steele (wtedy występującego pod prawdziwym nazwiskiem – Peter Ratajczyk), keyboardzisty Josha Silvera, perkusisty i wokalisty Louie Beateaux (Lou Beato) oraz Johna Camposa, gitarzysty i wokalisty. Skład ten był nie tylko podstawą dla założenia Carnivore, lecz także samego Type O Negative. W owych czasach styl grania zespołu można uznać za czerpiący z Deep Purple i Black Sabbath.
Piosenki Fallouta poruszały niemalże te same tematy, co pierwszy album Cranivore. Piosenka Under the Wheels mówi nam o śmierci w metrze, zaś Fallout o nuklearnym zniszczeniu. Rock Hard to utwór o małym chłopcu, który nie może się pogodzić ze śmiercią swej dziewczyny. Gdy dodamy jeszcze piosenkę Batteries Not Included, będziemy posiadali całkowity spis piosenek Fallout.
Z małą pomocą rodziców Josha, w roku 1981 został wydany 7" singiel Fallout – Rock Hard, składający się z dwóch utworów, czyli Rock Hard i Batteries Not Included przez Silver Records. W tej chwili singiel ten posiada ogromną wartość kolekcjonerską, bowiem został wydany jedynie w 500 egzemplarzach.
Ponoć Josh po każdym swym występie niszczył swój keyboard kijem bejsbolowym.
W roku 1982 nastąpił rozpad zespołu. Peter i Louie wraz z Keithem Alexandrem (gitara) założyli wkrótce potem Carnivore, a Josh i John zespół o nazwie Original Sin, którego wokalistką była Cheryl Alter, czyli siostra Debbie Alter, której śpiewane i stękane podkłady pojawiają się na albumach Type O Negative.
Original Sin, dzięki Silver Records wydało dwa single Penalty Of Love oraz Already Gone, a następnie grupa się rozpadła w późnych latach 80., by później przeistoczyć się razem z podzielonym Carnivore w Sub-Zero, czyli początek Type O Negative. Peter i Josh ponownie razem zaczęli grać, chcieli by i John Campos dołączył do nich, ale inne wydarzenia zablokowały mu ponowne występy ze starym składem.